# Papstwahl 1216

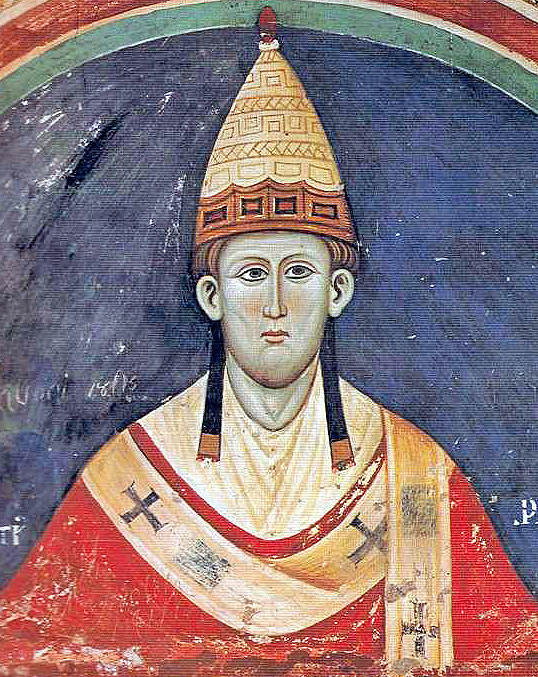
Papst Innozenz III. (Fresko im Kloster San Benedetto (Subiaco) in Subiaco, Latium, um 1219)

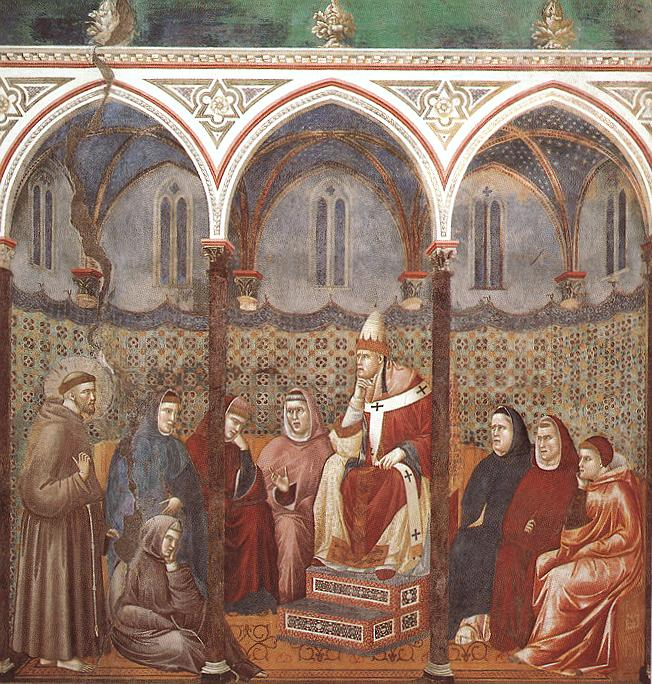
Franz von Assisi predigt vor Honorius III. (Fresko von Giotto di Bondone, 1295–1300)

Die Papstwahl von 1216 war das erste Konklave im eigentlichen Sinne, da seine Teilnehmer eingeschlossen wurden. Es begann noch am Todestag von Papst Innozenz III., dem 16. Juli 1216, und endete am 18. Juli 1216 mit der Wahl von Papst Honorius III.

## Verlauf
Wohl um eine Einflussnahme von außen zu verhindern, begann die Wahl noch am Todestag des Papstes im Palazzo delle Canoniche zu Perugia. Hierbei wurden sie von der Bevölkerung eingeschlossen, was die Wahldauer verkürzen sollte. Gemäß der Wahldekrete In nomine Domini und Licet de vitanda wurden die Kardinäle Ugolino dei Conti di Segni und Guido Papareschi als Vertrauensmänner mit der Erstellung eines Wahlvorschlags beauftragt. Sie präsentierten den Kardinal Cencio Savelli als Vorschlag, den die Kardinäle dann auch wählten.

## Kardinäle
Das Kardinalskollegium zählte zum Zeitpunkt des Konklaves 32 Mitglieder, von denen 27 an der Papstwahl teilnahmen. Kreiert wurden die Kardinäle von den Päpsten:
1. Clemens III.: 2
2. Coelestin III.: 1
3. Innozenz III.: 21

### Teilnehmer
Kardinaldekan: Ugolino dei Conti di Segni, Bischof von Ostia und Velletri
Camerlengo: Cencio Savelli CanReg, Titel von Ss. Giovanni e Paolo
- Gregorius de Galgano, Titel von S. Anastasia
- Pietro Campano O.S.B.Cas., Titel von S. Lorenzo in Damaso
- Nicola de Romanis, Bischof von Frascati
- Thomas von Capua, Titel von S. Sabina
- Guido Papareschi, Bischof von Palestrina
- Guido Pierleone, Diakon von S. Nicola in Carcere Tulliano
- Benedetto, Bischof von Santa Rufina
- Ottaviano di Paoli de’ Conti di Segni, Diakon von Ss. Sergio e Bacco
- Pelagio Galvani OSB, Bischof von Albano
- Giovanni, Diakon von Santa Maria in Via Lata
- Cinzio Cenci, Titel von San Lorenzo in Lucina
- Gregorio Crescenzi, Diakon von S. Teodoro
- Leone Brancaleone Reg.Can., Titel von S. Croce in Gersulaemme
- Giovanni, Diakon von Ss. Cosma e Damiano
- Pietro Sasso, Titel von S. Pudenziana
- Raniero Capocci O.Cist., Diakon von S. Maria in Cosmedin
- Guala Bicchieri, Titel von Ss. Silvestro e Martino ai Monti
- Romano Bonaventura, Diakon von S. Angelo in Pescheria
- Giovanni Colonna di Carbognano, Titel von S. Prassede
- Bertrand, Diakon von Giorgio in Velabro
- Robert Curson, Titel von S. Stefano al Monte Celio
- Stefano de Normandis dei Conti, Diakon von S. Adriano
- Stefano di Ceccano OCist, Titel von Ss. XI. Apostoli
- Peter von Benevent, Diakon von S. Maria in Aquiro
- Stephen Langton, Titel von S. Crisogono

### Abwesende Kardinäle
- Aldobrandino Caetani, Diakon von S. Eustachio
- Adelardo Cattaneo, Bischof von Verona
- Raoul de Neuville de Vienne, Bischof von Arras (Frankreich)
- Siegfried von Eppstein, Erzbischof von Mainz
- Mauro d’Amelia, Bischof von Amelia